# Al-Muàyyad Muhàmmad ibn al-Qàssim
Al-Muàyyad bi-L·lah Muhàmmad ibn al-Mansur bi-L·lah al-Qàssim o, més senzillament, al-Muàyyad Muhàmmad ibn al-Qàssim (àrab: المؤيد محمد بن القاسم, al-Muʾayyad Muḥammad b. al-Qāsim) (1572-1644) fou imam zaidita del Iemen (1620-1644).
El febrer del 1620 va morir l'imam al-Qàssim i el seu fill Muhàmmad el va succeir amb el làqab d'al-Muàyyad bi-L·lah, gaudint d'un gran reconeixement pels seus coneixements religiosos. La treva de deu anys amb els otomans que el seu pare havia signat amb el governador turc Mehmed Pasha fou renovada i l'acord fou respectat fins a l'octubre del 1626 quan el governador Haydar Pasha va fer executar a un conegut partidari de l'imam; llavors Muhammad va atacar diverses fortaleses en poder dels turcs, atacs que van tenir força suport entre la població civil de les mateixes fortaleses; a finals de l'any o començament del 1627 l'imam ja dominava Kawkaban, Hajja, Banî Matar, Anis, Rayma i Jabal Bura. Sanaa estava assetjada i els xerifs de Sabya i d'Abu Arish es van aliar a l'imam. L'emir Abd al-Kadir ibn Muhammad al-Jurhami, que controlava la regió d'Abyan, es va unir als zaidites, i es va apoderar de Lahej i d'Aden i extenses regions del Iemen del sud van quedar fora del control otomà.
El 1628 Haydar Pasha, assetjat a Sanaa, va aconseguir pactar una treva de cinc mesos amb l'imam el que va permetre a Abidin Pasha, governador de Suakin, d'arribar al Iemen amb 1500 homes i plans per recuperar la província; fou derrotat però a Taizz i es va establir a Moka i va negociar amb el cap de la factoria holandesa, Van den Broecke, per obtenir la protecció de la flota holandesa pels vaixells que comerciaven entre Moka i l'Índia.
El 1629 la Porta va enviar com a nou governador del Iemen a Kansuh Pasha al lloc d'Haydar Pasha. Va arribar al Iemen amb tropes reunides a Egipte i va desembarcar a Jizan, progressant des d'allí cap a Zabid. Enfrontat a Abidin Pasha el va fer executar. La treva entre turcs i l'imam a Sanaa havia expirat i Haydar Pasha va abandonar la ciutat sota garantia de l'imam retirant-se a Zabid on fou arrestat i empresonat. Havent perdut doncs Taizz i Sanaa, només els restaven Zabid i Moka. El maig del 1630, Ahmad Kansûh Pasha va intentar sense èxit recuperar Taizz. Llavors va signar una treva amb l'imam (agost de 1630). Els otomans tancats a Zabid van tenir greus disputes internes (1631-1634). El 1634 Kansuh Pasha va trencar la treva pactada quatre anys abans i va atacar per mar Jizan i Aden, però fou derrotat i el 1635 al-Hasan, germà de l'imam, es va apoderar de Zabid. Els otomans es van retirar a Moka però gran part de les tropes van desertar. Finalment a mitjan octubre, Kansuh va capitular i l'imam va concedir als otomans el dret de sortir del país en seguretat.
Del 1635 al 1637 al-Hasan ibn al-Kasim va dirigir les accions militars zaidites contra els otomans que restaven al país i va dominar el sud del Iemen nomenant governadors a les ciutats conquerides. Dos dels seus esclaus van esdevenir governadors dels ports d'al-Luhayya i de Moka. El 1638 l'imam va dictar mesures contra el consum de tabac i va fer cremar els estocs d'aquest producte a la regió de Kawkaban però no va aconseguir l'erradicació en altres regions que no estaven sota el seu domini directe i les mesures es pot considerar que foren un fracàs. El 6 de febrer de 1639 va morir de pleura al-Hasan ibn al-Kasim i fou enterrat a Duran. L'imam al-Mu'ayyad, que volia restringir la influència creixent del clan dels hasanites, va concedir els territoris que aquest governava, a un altre germà, al-Husayn ibn al-Kasim, descartant als dos fills del difunt, Muhàmmad i Ahmad. A finals d'any (novembre/desembre) Ahmad ibn al-Hasan, considerant les províncies governades pel seu pare com la seva herència legitima, va desobeir al nou governador i oncle i es va revoltar a la regió de Wusab. La revolta fou aplanada i els consellers d'Ahmad executats, però el mateix Ahmad fou tractat amb indulgència (1640).
L'estiu del 1641 Ahmad ibn al-Hasan es va revoltar per segona vegada, ara a la regió de Khawlan, i va atacar Dhamar; perseguit per les forces de l'imam es va dirigir a Rada i tot seguit a Qaflaba on els seus seguidor foren rodjeats i vençuts. Ahmad es va refugiar a Abyan i després a la regió de Yafi (1642). El 1643 un notable zaidita va arranjar la reconciliació entre Ahmad i l'imam i el rebel va sortir de Yafi i va ser autoritzat a residir a Sanaa.
L'imam va morir a la seva capital al-Shahara el 29 de setembre de 1644. Els seus germans Ahmad i Ismail es van disputar la successió i fou el segon el que va aconseguir el suport de la major part dels membres de la família kasimita, especialment de Muhàmmad ibn al-Hasan ibn al-Kasim (1601-1668) i el seu germà Ahmad ibn al-Hasan (1619-1681), caps militars hàbils amb molta influència al sud del Iemen. Ahmand ibn al-Mansur es va revoltar reclamant l'imamat però fou derrotat i es va rendir i Ismail fou aclamat agafant el nom d'al-Mutawakkil.